# Alain Moineau
Alain Moineau (15 de maio de 1928 — 20 de outubro de 1986) foi um ciclista de estrada francês que representou França nos Jogos Olímpicos de Verão de 1948 em Londres, conquistando a medalha de bronze no contrarrelógio por equipes, juntamente com José Beyaert e Jacques Dupont.